# Gunung Teungku
Gunung Teungku är ett berg i Indonesien.   Det ligger i provinsen Aceh, i den västra delen av landet, 1 400 km nordväst om huvudstaden Jakarta. Toppen på Gunung Teungku är 382 meter över havet.
Terrängen runt Gunung Teungku är platt åt sydost, men åt nordväst är den kuperad.  Trakten runt Gunung Teungku är nära nog obefolkad, med mindre än två invånare per kvadratkilometer. I omgivningarna runt Gunung Teungku växer i huvudsak städsegrön lövskog.